# Refutatio
Refutatio är den sjätte delen av åtta i den klassiska retorikens dispositionsordning. Här skall motståndaren i en argumentation försöka övertyga genom att motbevisa det beviset som har förts fram. Det kommer efter argumentatio och före recapulatio i ordningen.

## Historia
I Ad Herennium som förmodligen är författad 86-82 f.Kr. och räknas som en av de äldst bevarade läroböckerna i vår historia samt skrift om systematisering av romersk retorik skriver man, att vinna en argumentation är grundade i momenten bevisning och motbevisning och menar att när vi har utfört detta är vårt uppdrag som talare slutfört. Vidare finns det i den äldsta pedagogiken, progymnasmata, som härstammar från bl.a Isokrates skola i antikens Grekland en övning som heter vederläggning.

## Vederläggning
Efter att argumenten för tesen presenterats så kan det vara på sin plats att tänka på hur man skall bemöta dessa påståenden. Det är att vederlägga och innebär att man tar skydd för det som samtalspartnern lägger fram eller kan tänkas lägga fram. Bemöta det som skulle kunna tänkas användas emot tesen. Afthonius förklarar det som att omkullkasta påståendet. Därför är det i denna delen viktigt att ha alla perspektiv i tanken. 
Det är viktigt att göra ett bra inventio arbete och hitta alla möjliga infallsvinklar till denna fas så att du är väl förberedd vid argumentationen.

## Övningen vederläggning från Progymnasmata
På grundkursen i Retorik vid Lunds universitet finns det en praktisk övning som heter vederläggning och bekräftelse. Studenterna får i grupp välja ett argument eller en tes som de sedan i mindre grupper skall vederlägga (eller bekräfta) genom att använda sig av förslagsvis följande topiker och på detta sättet lära sig de olika infallsvinklarna och att se olika perspektiv i ett argument.
- Det oklara
- Det orimliga
- Det omöjliga
- Det inkonsekventa
- Det opassande
- Det ofördelaktiga

## Strategier
Quintilianus skola hade en strategi som var att använda sig av samma topiker som används för argumentet och således lika gärna kan användas som motargument. Statusläran kan vara lämpad att använda eftersom refutatio kan liknas vid ett försvar till en anklagelse.
Några andra av Quintilianus strategier var att om du talar efter en svag talare skall du citera denna. Om det varit en god talare skall man undvika att publiken minns denna. Man skall heller inte få samtalspartners argument att verka bättre än de är. Det finns också två taktiker som heter contemptio som innebär att man förkastar argumentet föraktfullt samt deductio som distraherar publiken.